# قنبي الظهر
قنبيّ الظهر (بالإنجليزية: Canvasback) هو نوع من بط الغوص، وهو من أكبر الأنواع الموجود في أمريكا الشمالية.

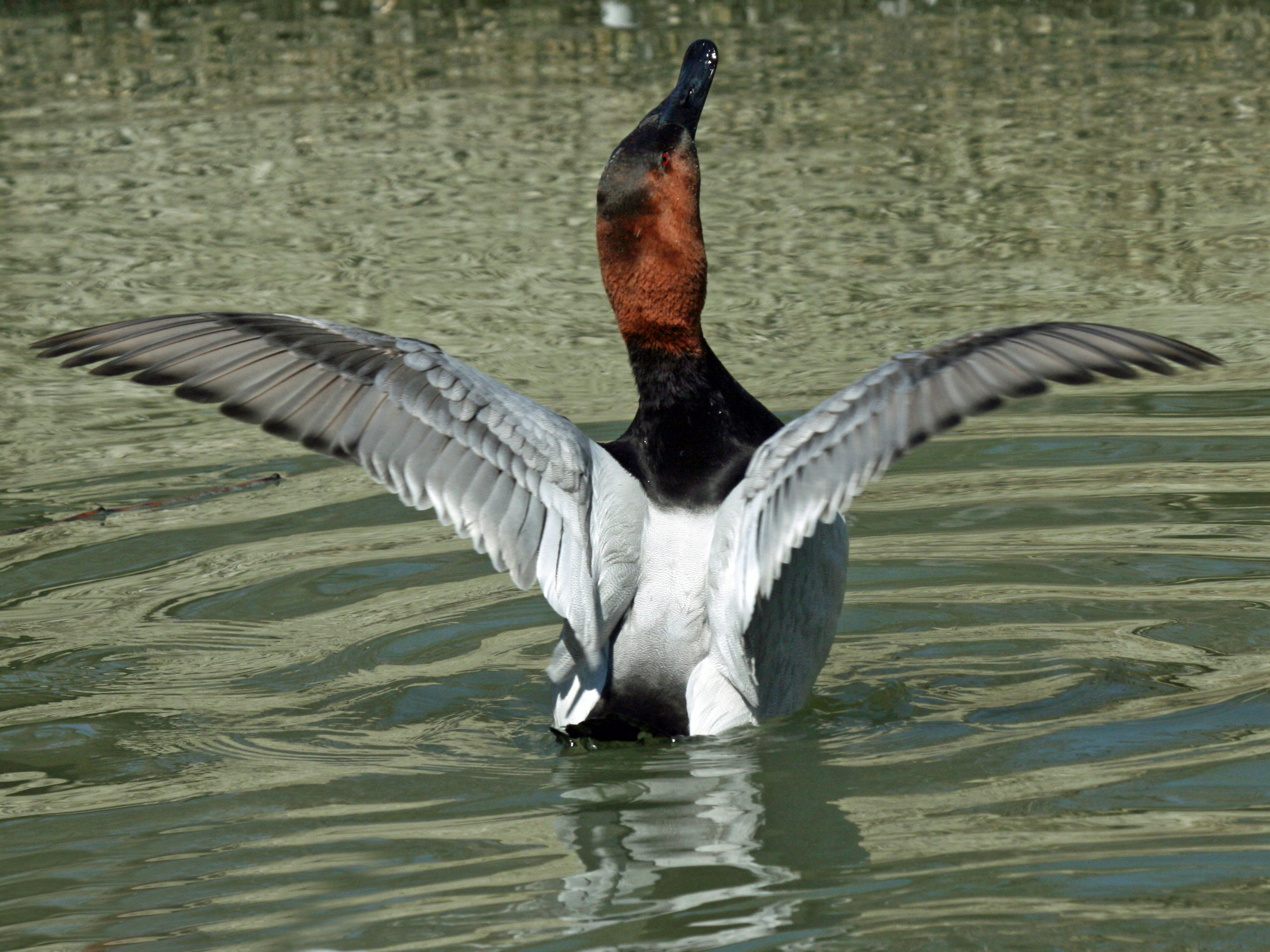
قنبي الظهر يمدد الأجنحة

## التصنيف
الاسم العلمي لهذا الطائر (Aythya valisineria) وضع اسمه عالم الطبيعة الأمريكي الاسكتلندي ألكسندر ويلسون في عام 1814. اسم الجنس مشتق من الكلمة اليونانية ailehuia، وهو طائر بحري غير معروف ذكره مؤلفون مثل هيسيخيوس الملطي وأرسطو. أما اسم النوع فاليسينيريا مشتق من نبات الكرفس البري الأمريكي (Vallisneria americana)، حيث تُعد براعِمه وريزوماته الشتوية الغذاء المُفضّل للطائر خلال موسم الراحة من التكاثر. تم تسمية جنس الكرفس على اسم عالم النبات الإيطالي أنطونيو فاليسنيري في القرن السابع عشر.